# 滇蜡瓣花
滇蜡瓣花（学名：Corylopsis yunnanensis）为金缕梅科蜡瓣花属下的一个种。其种加词 yunnanensis 意为“云南的”。